# Кравцов, Семён Иванович
Семён Ива́нович Кравцо́в (1923—1985) — организатор сельскохозяйственного производства, председатель колхоза им. Мичурина, Красносулинского района, Ростовской области.

## Биография
Родился 20 апреля 1923 года на хуторе Прохоровка Красносулинского района Ростовской области в семье крестьянина-бедняка.
С 16 лет началась его трудовая деятельность электрослесарем одной из шахт Красносуинского шахтоуправления, затем — ФЗУ и снова шахта.
Участник Великой Отечественной войны. В июле 1941 года Кравцов — курсант Махачкалинского пехотного училища. С января 1942 года — командир взвода, потом пехотной роты одного из полков 340-й стрелковой дивизии. При обороне хутора Пятихатки (под Сталинградом), принял на себя командование ротой вместо убитого командира. Кравцову был вручён орден Красной Звезды. Во время боёв за высоту 036 на украинской земле за Изюмом, Кравцов был ранен в ногу. В 20 лет он стал инвалидом, ему ампутировали ногу. Потом были военные госпитали и в декабре 1944 года он вернулся домой в Прохоровку.
На протяжении 1945—1946 годов по рекомендации Красногвардейского райкома партии работал секретарём партийной организации Горненской МТС. Окончил Новочеркасскую трёхгодичную школу по подготовке председателей. По окончании агрономического факультета он был избран председателем колхоза им. Будённого.
В 1955 году ему порекомендовали возглавить трудный тогда во всех отношениях колхоз им. Мичурина (село Киселево). В 1958 году произошло укрупнение колхоза: слияние колхоза «Власть Советов» (село Киселево, хутора Коминтерн и Первомайский) и им. Ленина (хутора Павловка, Ребриковка, Ворошиловка). Так появился колхоз им. Мичурина. Центральной усадьбой стало село Киселево.
В 1967 году за выполнение плана продажи зерна колхоз был награждён переходящим Красным Знаменем Совета Министров и ВЦСПС.
По итогам работы колхоз удостоен 26 января 1971 года ордена «Знак Почета» (№ 598752), а также Почётной грамоты Президиума Верховного Совета СССР. Девять колхозников были награждены орденами. А председатель С. И. Кравцов — орденом Ленина и звездой Героя Социалистического Труда.
Семён Иванович Кравцов вёл общественную работу. Избирался депутатом Верховного Совета СССР (1979), членом Ростовского обкома КПСС.
Умер 23 января 1985 года, похоронен в с. Киселево, Киселевского сельского поселения Красносулинского района.

## Награды
- Герой Социалистического Труда (1971).
- Три ордена Ленина, ордена Красной Звезды и Октябрьской Революции, медали.